# Собор Троицы Живоначальной (Краснодар)
Собор Троицы Живоначальной (Свято-Троицкий собор) — православный храм в городе Краснодар.
Адрес: Краснодар, микрорайон Центральный, ул. Фрунзе, 65.

## История
Свято-Троицкий собор был заложен в Екатеринодаре 3 октября 1899 года в память о чудесном спасении императорской семьи Александра III при крушении царского поезда в октябре 1888 года. Проект был разработан главным архитектором Екатеринодара Иваном Мальгербом.

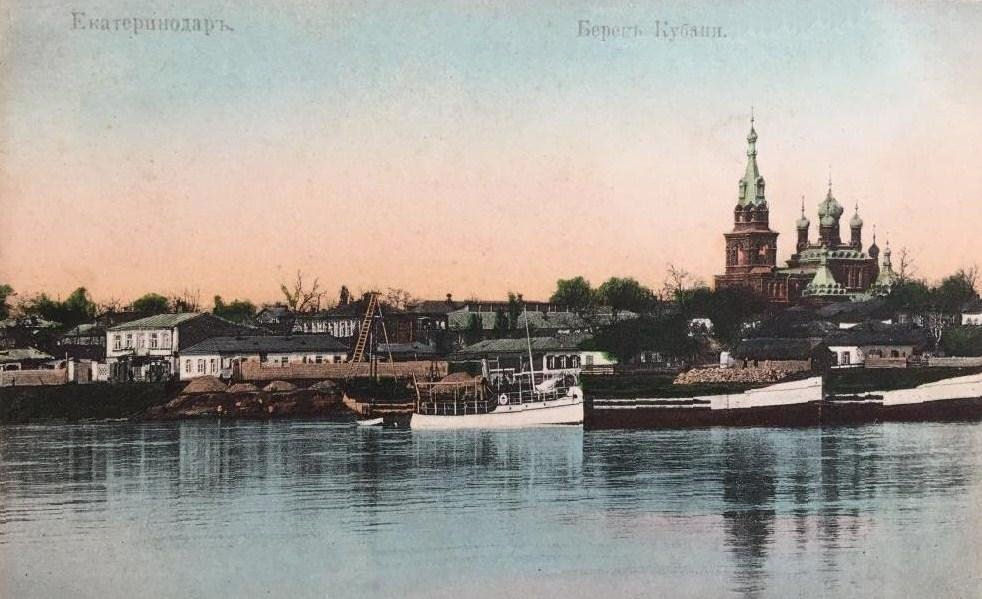
Вид на собор до Октябрьской революции

В 1902 году на месте будущего храма открылся молельный дом и началось сооружение здания. 29 июня 1904 года на купола собора в торжественной обстановке подняли кресты и произошло освящение престола нижнего храма в честь Серафима Саровского. С 1905 по 1907 годы по причине нехватки средств в связи с революционными событиями в России строительство было приостановлено. В 1907 году работы продолжились и в декабре для постройки иконостаса и написания икон для него, а также для внутренней росписи храма в Екатеринодар приехали известные московские мастера Сафонов и Стрелков. Трудились они над иконостасом до конца 1909 года.
7 июня 1910 года во второй день Троицы — праздник Святого Духа — Свято-Троицкий собор торжественно освятили. Кирпичная трёхпрестольная церковь в русском стиле, построена на пожертвования прихожан. Двухэтажное здание храма было увенчано 11 куполами, к главному объёму храма с запада примыкает трапезная, соединяющая его с четырёхъярусной колокольней. В нижнем этаже были Серафимовский и Евфросиньевский приделы. Во дворе храма действовала церковно-приходская школа и городское начальное училище.
Пережив Октябрьскую реводюлию, во время советского гонения на церковь 1920-х годов из него изъяли церковные ценности, а в 1937 году закрыли. До начала Великой Отечественной войны в здании располагались институт «Крайпроект» и склад драмтеатра. Во время войны здание церкви пострадало, но не смотря на это во время оккупации города, в 1943 году был открыт.
В 1950 году власти пытались закрыть храм ещё в 1950 году, но тон был закрыт только десять лет спустя и отдан под склад для солений. Затем помещение храма использовал скульптурный цех художественного комбината краевого отделения Художественного фонда РСФСР. В 1979 году храм был признан памятником архитектуры и взят под охрану государства, а ещё через десять лет был возвращен Русской православной церкви в весьма плачевном состоянии. 14 января 1990 года в Троицком храме возобновились богослужения, а в мае 1993 года храм получил статус соборного. Деньги на его восстановление собирали всем миром: руководитель Кубанского казачьего хора Виктор Захарченко пожертвовал на восстановление храма собственную Государственную премию им. Глинки.
Летом 2006 года на территории собора открылась Екатеринодарская духовная семинария. 16 сентября 2020 года Архиерейский совет Кубанской митрополии принял решение объединить Свято-Троицкий собор города Краснодара и Екатеринодарскую духовную семинарию в единый Духовно-образовательный комплекс Кубанской митрополии.

## Святыни
В числе святынь храма — Ковчег с частицами мощей святых:
- праведного воина Феодора Ушакова;
- преподобного Феодора Санаксарского;
- преподобного Александра, игумена Санаксарского, исповедника;
- преподобной Марии Египетской.